# ラース・ガルトナー
ラース・ガルトナー（Lars Gärtner、1974年9月20日 - ）は、ドイツの俳優。

## 出演作品
- es［エス］（レンツェル）